# În cer și pe pământ
În cer și pe pământ, grafiat inițial În cer și pe pămînt, (în poloneză Na niebie i na ziemi) este un film psihologic polonez din 1974, regizat de Julian Dziedzina⁠(d) după un scenariu care a ecranizat romanul Jak na niebie, tak i na ziemi („Precum în cer, așa și pe pământ”, 1970) al lui Jerzy Korczak⁠(d) și nuvela Miecz i kądziel a lui Bogdan Madej⁠(d).
Acțiunea filmului este inspirată din viața piloților polonezi de avioane cu reacție. Filmul a fost realizat în cooperare cu unități de aviație ale Forțelor Aeriene Poloneze⁠(d), în special cu Regimentul 1 de Aviație de Luptă OPK „Warszawa”⁠(d) din Mińsk Mazowiecki.

## Rezumat
Maiorul Zygmunt Grela, un tânăr pilot militar, speră să devină șeful grupului de testare a aeronavelor, dar medicii îi descoperă o boală care îl împiedică să mai zboare și îl condamnă să rămână la sol. Din această cauză, colonelul Jerzy Blicharski, comandantul regimentului, îl numește în această funcție pe maiorul Janusz Horycki. Cei doi ofițeri superiori fuseseră colegi și prieteni și concuraseră mai demult pentru dragostea Krystynei, care devenise ulterior soția lui Grela. S-a iscat atunci un conflict profesional și personal între foștii prieteni, care se amplifică acum prin numirea în funcție a lui Horycki.
Boala și eșecul profesional îi cauzează maiorului Grela o dramă sufletească, iar, din acest motiv, soția sa, Krystyna, se hotărăște să-l părăsească. În cele din urmă, sprijinul moral oferit de Horycki îl ajută pe Grela să-și revină. Prietenia lor se reînnoadă, Krystyna se întoarce la soțul ei, iar experiența aviatică a lui Grela, a cărui sănătate nu îi mai permite să zboare, este fructificată la sol.

## Distribuție
- Piotr Fronczewski⁠(d) — maiorul Zygmunt Grela
- Andrzej Chrzanowski — maiorul Janusz Horycki[1]
- Monika Niemczyk⁠(d) — Krystyna Grela, soția lui Zygmunt[1]
- Gustaw Lutkiewicz⁠(d) — maiorul Marcin Kosowicz, medicul superior al regimentului[1]
- Kazimierz Meres⁠(d) — colonelul Jerzy Blicharski, comandantul regimentului[1]
- Andrzej Grąziewicz⁠(d) — maiorul Czerny, directorul de zbor
- Jerzy Braszka⁠(d)
- Andrzej Makowiecki⁠(d) — locotenentul Kolbert
- Aleksander Gawroński⁠(d) — sublocotenentul Bielecki
- Krystyna Kołodziejczyk⁠(d) — vecina Krystynei
- Zbigniew Koczanowicz⁠(d) — medic
- Arkadiusz Bazak — comandantul lui Kosowicz și Blicharski într-un flashback
- Stanisław Wyszyński⁠(d)
- Leonard Szewczuk
- Andrzej Przyłubski — locotenent

## Producție
Scenariul filmului, scris de Andrzej Twerdochlib⁠(d), a fost inspirat din romanul Jak na niebie, tak i na ziemi („Precum în cer, așa și pe pământ”, 1970) al lui Jerzy Korczak⁠(d) și din nuvela Miecz i kądziel a lui Bogdan Madej⁠(d). Filmul a fost produs de studiourile poloneze și a fost regizat de Julian Dziedzina⁠(d).
Filmările au avut loc în orașul Mińsk Mazowiecki și pe pista de aterizare autostradală „Kliniska Wielkie⁠(d)” de pe drumul voievodal nr. 142⁠(d) din apropiere de Szczecin. Unele secvențe sunt filmate pe peliculă color, iar altele pe peliculă alb-negru. Rolurile principale au fost interpretate de actorii Piotr Fronczewski⁠(d), Andrzej Chrzanowski, Monika Niemczyk⁠(d), Gustaw Lutkiewicz⁠(d) și Kazimierz Meres⁠(d).

## Lansare
Premiera filmului în România a avut loc în 9 septembrie 1974.